# 2010年代後半のアルゼンチン通貨危機

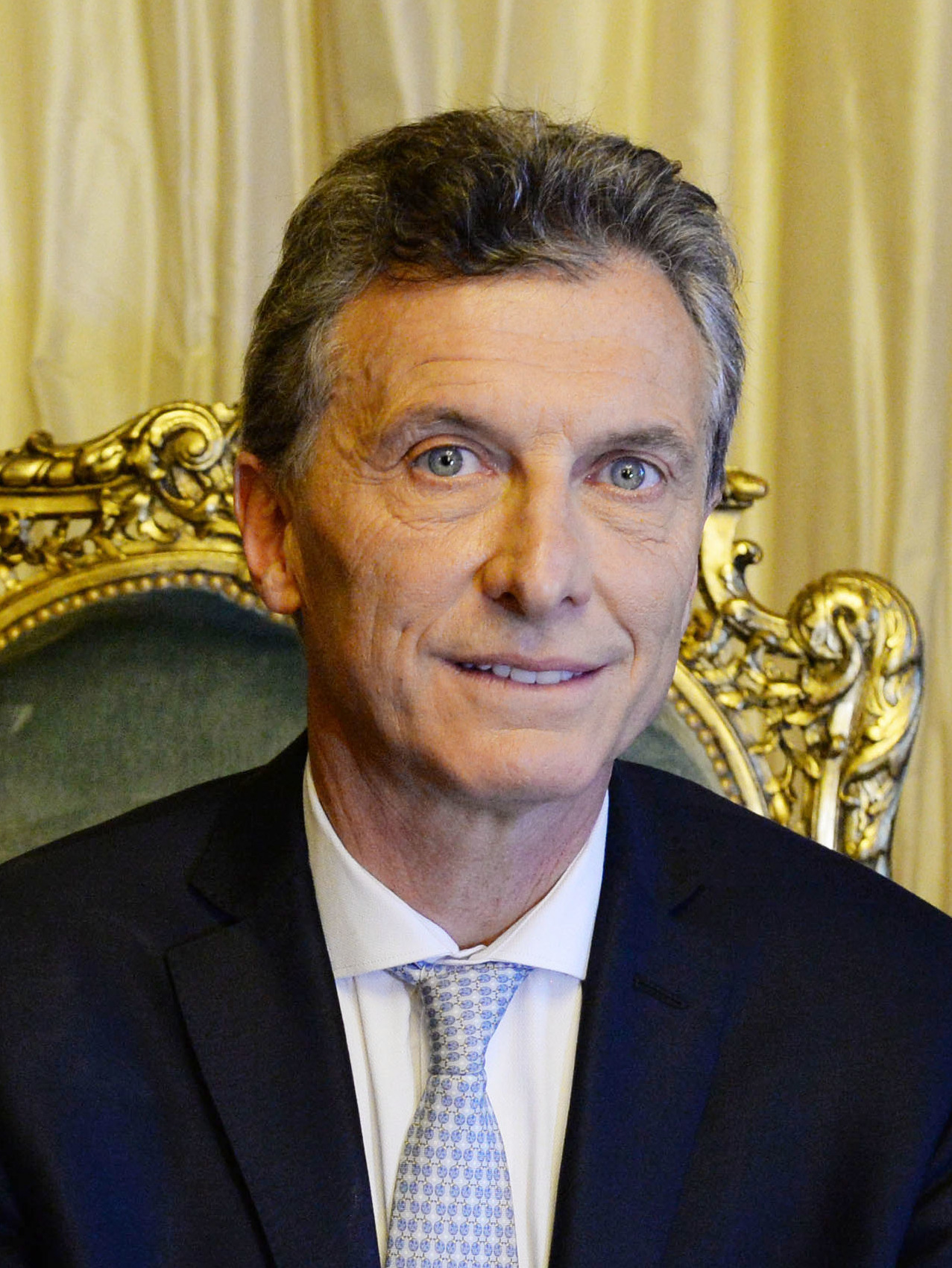
マウリシオ・マクリ前大統領。

本項では2010年代後半のアルゼンチン通貨危機（2010ねんだいこうはんのアルゼンチンつうかきき）について記述する。
第二次大戦後、歴代政権の放漫財政によって起こされた度重なる危機や2001年の返済不履行（デフォルト）に続いて、2010年代後半またも通貨危機が発生し、米ドルに対してアルゼンチン・ペソが暴落した。状況は2019年も継続し、ペソを安定的に運営するため、アルゼンチン中央銀行による為替への準備介入、国際通貨基金（IMF）による金融救済プログラムなどの対抗策が取られたが、アルゼンチン実態経済の低下、インフレ率の大幅な増加、貧困と失業、食糧問題の急増など国民生活に大きなマイナスの影響をもたらしている。

## ペソの下落
2015年12月17日、マウリシオ・マクリの大統領就任から1週間後、為替レートが自由化され、1ドルあたり9.83から13.95ペソへと42％の下落を経験した。これは2002年以降、最大の下げ幅であり、実質、為替レートは政府管理下におかれた。しかし勢いは止まらず、2017年7月に1ドル17.66ペソ、2018年5月に1ドル24ペソ、2018年8月末に1ドルあたり40ペソとなり、大統領就任以来、304％の下落を記録した。さらに下落は進み、2019年10月末には59.40ペソとなった。
フェデリコ・スターツェネッガー率いる中央銀行は、2016年の最初の9か月間、債券Lebacsを発行し、1,000億ドルを超える負債利子へと割り当てた。これに伴い累積債務は1月のマネタリーベース57％から、同年9月には88％と悪化した。国際金融企業CEPAの報告によると、中央銀行が実施した金融政策は、2016年1月以来、国家に4190億ペソ以上を公庫に負担させている。Lebacsの累積債務に伴う準財政赤字は9000億ペソ、数か月後には1.2兆ペソへと増加し、国家GDPの14％にあたる額となった。

### 赤字国家アルゼンチン
2017年、アルゼンチンの対外赤字は310億ドルで世界ワースト3位、財政赤字はチュニジア、セネガル、エジプト、パナマに次いで5位、経常赤字ではワースト5位となり、双子の赤字に関してワースト4位となった。またペソの下落に伴い、世界で最もインフレ率の高い国の1つとなった。金利（名目金利は40％）面でも、イランの18％、エジプト16.8％を超え世界最大、成長率は鈍化し、ナイジェリア（-0.5％）とブラジル（-2.6％）に次ぐ低成長国（+ 0.5％）となった。
1992年以来、ドルがここまでに高騰したことはなかった。2018年5月、ラテン・アメリカの通貨はいずれも下落に見舞われたが、とりわけアルゼンチンの通貨は強いあおりを受けた。そののち、マクリ政権は過去最大の公共料金値上げを断行した。さらにマクリ政権下の2年半で最低月額賃金は34.8％下落した。マクリが政権に就く1か月前、最低月額賃金は約600ドルだったが、マクリ就任後400ドルに、2018年5月には384ドルにまで下がり続けた。
マクリ大統領就任以来、1億4,829万ドルの債務を累積させ、2016年から2018年の期間において、アルゼンチンは世界最大の債務国へと転落した。

## 2018年ファースト・インパクト

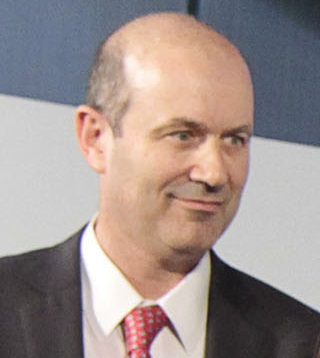
フェデリコ・スターツェネッガー亜國前中央銀行総裁。通貨危機の只中で突如、辞任した。

2018年6月、ペソ下落に対し、亜國中央銀行総裁スターツェネッガーは金利引き上げと外貨準備の売却を組み合わせた。しかし、ドルは中央銀行の処置に影響されないまま、記録的な段階にまで昇りつめた。 2018年1年間のみでドルはペソに対して50％以上値上がりした。 財務省の負債利子はわずか1年で倍増、通貨下落により、中央銀行は総額540億ドル以上の損失を出し、指標金利を40％に設定した。スターツェネッガーは年間24％から40％程度までの為替レートの「段階的な低下」を約束した後、中央銀行が為替市場に介入して5日後に6億5,000万ドル以上を売ることはないと述べ、かろうじて1日の流れをくい止めた。だが、すぐにペソは史上最安値を更新、金利は過去最高の40％に設定された。2018年、米国の安全保障取引委員会（SEC）はアルゼンチン経済を「超インフレ」と査定している。
2018年6月14日、スターツェネッガーは通貨危機の只中、インフレ対処法、処置効率をめぐる論争と国民からの信頼喪失により突如、辞任した。 任期中、2か月で85億ドルもの準備金が費され、IMFへ500億ドルもの財政支援が要請された。

## 2018年セカンド・インパクト
2018年8月末、債券と株の急激な低下、700ポイントの国家リスクの増加、さらに1ドルが40ペソを超え、通貨、金融、株式市場は危機に瀕した。これに準備金の巨額流出、株の下落、債権の破綻が加わった。アルゼンチン政府はさらに金利を20％引き上げ、世界最高水準の60％とした。にもかかわらず、政府の市場安定の試みに実質的な成果はないに等しく、閣僚のマルコス・ペーニャの市場を落ち着かせようとする発言の数分後でさえ再びドルは上昇を続けた。 2018年、アルゼンチン・ペソは2番目に低い新興国通貨として位置付けられた。9月1日、通貨危機の結果、格付け機関スタンダード＆プアーズは債務格付けを引き下げた。

## 余波
2018年初頭以来、480万人（2017年の世銀統計によれば総人口は4427万人）が貧困層へと転落した。国民全体における貧困の比率は24パーセントから36パーセントへと増加した。アルゼンチンの給与がドル建てで崩壊し、社会のさまざまな層から政府に対する不信と不満が生じた。最低月額賃金はラテン・アメリカの他国と比較した場合、2015年末から急激に下落したものの当時589ドルと最高の最低月額賃金を記録していた。危機から2年半後、賃金は半額以下となる263ドルとなり、7位に後退した。同時に、IMFの救済プログラムが始まって以来、投資されたドルの2/3を超える550億ドルを超える資本逃避に直面した。国債金融企業Indecの推定によれば、逃避はピーク時において前年比で192.6％急増し、682億900万ドルにまで達した。公的債務は急増し、2015年GDP比の52.6％だった債務比率は、2018年の第3四半期にGDPのほぼ95％に達した。2018年、ウォール街でのアルゼンチン株は最大70％崩壊した。
2019年UCAデータによれば、2019年はじめ10人中3人の子供と青少年の食事摂取量が2018年より減少し、全子供と青少年のおよそ13％以上が空腹にさらされた。2018年、貧困の増加に伴って、2才から17才に渡る年齢層の51.7％に食糧危機が広まった。亜國某大学の研究によれば、2018年、連邦首都とブエノスアイレスの住民の半数が食事を減らしたことを明らかにした。2018年9月、国連特別報告者であるヒラル・エルバーは、400万人のアルゼンチン人が深刻な食糧不安に直面し、飢えていると警告する報告を書いた。

## 超インフレと選択的デフォルト
2018年、アルゼンチンは国際会計基準審議会（IASB）の国際会計基準29により、「超インフレ経済圏」と査定された。

### 選択的デフォルト
2019年8月28日、政府は4つの短期財務法案により支払いを一方的に延期するとともに、アルゼンチン法と外国の法律の両方で債務証券の債権者へ支払条件の強制延期を提案した。政府は存在しない単語を使ってこの処置を命名したが、多くの専門家はこの処置を「選択的デフォルト」として特徴づけている。